# Fulke Greville
Fulke Greville (Alcester, 3 ottobre 1554 – Warwick, 30 settembre 1628) è stato un poeta, drammaturgo e politico inglese.

## Biografia
Nato a Beauchamp Court, presso Alcester, fu uno stretto amico del poeta Philip Sidney, con cui fece parte della società "Areopagus", fondata da Gabriel Harvey.
Entrò in Parlamento nel 1598, fu poi Tesoriere della marina dal 1598 al 1604 e Cancelliere dello Scacchiere dal 1614 al 1621. Nel 1604 ebbe in dono dal re Giacomo I d'Inghilterra il Castello di Warwick, mentre nel 1621 fu fatto pari, col titolo di Barone Brooke.
Morì nel 1628, ucciso da un servo durante un litigio.
È ricordato per aver scritto la biografia di Sidney. La sua raccolta di sonetti si intitola Caelica e siamo a conoscenza di due tragedie: Mustapha e Alaham.

## Ascendenza
|                                                         |                             |                                         | Genitori                                         |  |  | Nonni |  |  | Bisnonni        |  |  | Trisnonni     |  |
|                                                         |                             |                                         |                                                  |  |  |       |  |  | Edward Greville |  |  | John Greville |  |
|                                                         |                             |                                         |                                                  |  |  |       |  |  | Edward Greville |  |  | John Greville |  |
|                                                         |                             | Jane Forster                            |                                                  |  |  |       |  |  | Edward Greville |  |  |               |  |
| Fulke Greville                                          |                             |                                         |                                                  |  |  |       |  |  | Edward Greville |  |  |               |  |
|                                                         |                             | Anne Denton                             | John Denton                                      |  |  |       |  |  |                 |  |  |               |  |
|                                                         |                             | Anne Denton                             | John Denton                                      |  |  |       |  |  |                 |  |  |               |  |
|                                                         |                             | Anne Denton                             | Isabel Brome                                     |  |  |       |  |  |                 |  |  |               |  |
| Fulke Greville                                          |                             | Anne Denton                             |                                                  |  |  |       |  |  |                 |  |  |               |  |
|                                                         |                             | Edward Willoughby                       | Robert Willoughby, II barone Willoughby di Broke |  |  |       |  |  |                 |  |  |               |  |
|                                                         |                             | Edward Willoughby                       | Robert Willoughby, II barone Willoughby di Broke |  |  |       |  |  |                 |  |  |               |  |
|                                                         |                             | Edward Willoughby                       | Elizabeth Beauchamp                              |  |  |       |  |  |                 |  |  |               |  |
| Elizabeth Willoughby, III baronessa Willoughby di Broke |                             | Edward Willoughby                       |                                                  |  |  |       |  |  |                 |  |  |               |  |
|                                                         |                             | Margaret Neville                        | Richard Neville, II barone Latimer               |  |  |       |  |  |                 |  |  |               |  |
|                                                         |                             | Margaret Neville                        | Richard Neville, II barone Latimer               |  |  |       |  |  |                 |  |  |               |  |
|                                                         |                             | Margaret Neville                        | Anne Stafford                                    |  |  |       |  |  |                 |  |  |               |  |
| Fulke Greville, I barone Brooke                         |                             | Margaret Neville                        |                                                  |  |  |       |  |  |                 |  |  |               |  |
|                                                         | Ralph Neville, lord Neville | Ralph Neville, III conte di Westmorland |                                                  |  |  |       |  |  |                 |  |  |               |  |
|                                                         | Ralph Neville, lord Neville | Ralph Neville, III conte di Westmorland |                                                  |  |  |       |  |  |                 |  |  |               |  |
|                                                         | Ralph Neville, lord Neville | Isabel Booth                            |                                                  |  |  |       |  |  |                 |  |  |               |  |
| Ralph Neville, IV conte di Westmorland                  | Ralph Neville, lord Neville |                                         |                                                  |  |  |       |  |  |                 |  |  |               |  |
|                                                         |                             | Edith Sandys                            | William Sandys                                   |  |  |       |  |  |                 |  |  |               |  |
|                                                         |                             | Edith Sandys                            | William Sandys                                   |  |  |       |  |  |                 |  |  |               |  |
|                                                         |                             | Edith Sandys                            | Margaret Cheney                                  |  |  |       |  |  |                 |  |  |               |  |
| Anne Neville                                            |                             | Edith Sandys                            |                                                  |  |  |       |  |  |                 |  |  |               |  |
|                                                         |                             | Edward Stafford, III duca di Buckingham | Henry Stafford, II duca di Buckingham            |  |  |       |  |  |                 |  |  |               |  |
|                                                         |                             | Edward Stafford, III duca di Buckingham | Henry Stafford, II duca di Buckingham            |  |  |       |  |  |                 |  |  |               |  |
|                                                         |                             | Edward Stafford, III duca di Buckingham | Catherine Woodville                              |  |  |       |  |  |                 |  |  |               |  |
| Catherine Stafford                                      |                             | Edward Stafford, III duca di Buckingham |                                                  |  |  |       |  |  |                 |  |  |               |  |
|                                                         |                             | Eleanor Percy                           | Henry Percy, IV conte di Northumberland          |  |  |       |  |  |                 |  |  |               |  |
|                                                         |                             | Eleanor Percy                           | Henry Percy, IV conte di Northumberland          |  |  |       |  |  |                 |  |  |               |  |
|                                                         |                             | Eleanor Percy                           | Maud Herbert                                     |  |  |       |  |  |                 |  |  |               |  |
|                                                         |                             | Eleanor Percy                           |                                                  |  |  |       |  |  |                 |  |  |               |  |